# Línea T61 (EMT Madrid)
La línea T61 (a efectos de numeración interna, 455) de la EMT de Madrid une la estación de Fuencarral de Cercanías Madrid con el PAU de Las Tablas, atravesando la sede de Telefónica (Distrito C).

## Características
La línea forma parte de la subred TCT (Transporte al Centro de Trabajo) de la EMT que se puso en marcha a partir de 2007 para crear una serie de líneas de autobús que comunicasen los principales centros de trabajo de Madrid con el intercambiador multimodal más cercano a los mismos.
Esta línea existe como T61 desde el 10 de enero de 2009, si bien su recorrido ya lo hacía antes un Servicio Especial (SE763) Estación de Cercanías Fuencarral - Telefónica, que fue creada el 26 de septiembre de 2005.

### Frecuencias
| De lunes a viernes laborables |               |
| De 6:00 a 9:00                | 8-10 minutos  |
| De 9:00 a 19:00               | 9-13 minutos  |
| De 19:00 a 22:00              | 12-18 minutos |

## Recorrido y paradas

### Sentido Las Tablas
La línea inicia su recorrido junto a la estación de Fuencarral de la red de Cercanías Madrid, saliendo por la calle Antonio de Cabezón hasta salir a la calle Nuestra Señora de Valverde, por la que se dirige hacia el norte hasta desembocar en la carretera M-603 (Fuencarral-Alcobendas).
Tras dejar a la derecha el PAU de Las Tablas, la línea abandona la carretera para entrar al Distrito C, donde tiene 2 paradas en la Ronda de la Comunicación, en los edificios central y oeste. Finalmente se adentra en este barrio hasta llegar hasta la calle Castiello de Jaca.
| Código | Parada                                                 | Común con | Conexiones con Metro y Cercanías |
| ------ | ------------------------------------------------------ | --------- | -------------------------------- |
| 2994   | ESTACIÓN FUENCARRAL                                    |           | Fuencarral                       |
| 3386   | Nuestra Señora Valverde-Alonso Quijano                 | 154       |                                  |
| 3881   | Carretera de Alcobendas-Bercianos                      | 170 154   |                                  |
| 3984   | Carretera de Alcobendas-Isabel Colbrand                | 154       |                                  |
| 5872   | Telefónica                                             | 172       | Ronda de la Comunicación         |
| 5864   | Ronda Comunicación-Edificio Central                    | 172       |                                  |
| 3766   | Las Tablas                                             | 170 172   |                                  |
| 3615   | Metro Las Tablas                                       | 170       | Las Tablas                       |
| 3611   | Metro Palas de Rey                                     | 170       | Palas de Rey                     |
| 5865   | Sauceda-Abetal                                         | 172       |                                  |
| 5867   | Sauceda-Azul                                           | 172       |                                  |
| 5869   | Atapuerca-San Juan de Ortega                           |           |                                  |
| 5871   | LAS TABLAS (C/ Castiello de Jaca, frente al N.º 11-13) |           |                                  |

### Sentido Estación de Cercanías Fuencarral
El recorrido de vuelta es idéntico al de la ida pero en sentido contrario.
| Código | Parada                                                 | Común con   | Conexiones con Metro y Cercanías |
| ------ | ------------------------------------------------------ | ----------- | -------------------------------- |
| 5871   | LAS TABLAS (C/ Castiello de Jaca, frente al N.º 11-13) |             |                                  |
| 5870   | Atapuerca-San Juan de Ortega                           |             |                                  |
| 5868   | Sauceda-Azul                                           | 172         |                                  |
| 5866   | Sauceda-Abetal                                         | 172         |                                  |
| 3610   | Metro Palas de Rey                                     | 170         | Palas de Rey                     |
| 3614   | Metro Las Tablas                                       | 170         | Las Tablas                       |
| 3767   | Monte del Gozo                                         | 170 172     |                                  |
| 3765   | Ronda Comunicación-Edificio Oeste 2                    | 172         |                                  |
| 3763   | Ronda Comunicación-Edificio Norte 1                    | 172         | Ronda de la Comunicación         |
| 3985   | Carretera de Alcobendas-M40                            | 154         |                                  |
| 3882   | Carretera de Alcobendas-Bercianos                      | 170 175 154 |                                  |
| 3399   | Nuestra Señora Valverde-Alonso Quijano                 | 154         |                                  |
| 2994   | ESTACIÓN FUENCARRAL                                    |             | Fuencarral                       |

## Galería de imágenes

Mapa de la estación de Las Tablas con los accesos al Metro y los recorridos de los autobuses de la EMT que pasan por ella, entre los que se encuentra la línea T61.